# Vlaamse Cultuurprijs voor Muziek
De Ultima voor Muziek (voorheen: Vlaamse Cultuurprijs voor Muziek) is een van de Vlaamse Cultuurprijzen die door de Vlaamse overheid  wordt toegekend. De prijs werd ingesteld in 2003.  De organisatie en communicatie wordt verzorgd door CultuurNet Vlaanderen, een door de overheid gesubsidieerde vereniging zonder winstoogmerk. Aan de prijs is een bedrag van 10 000 EUR verbonden en een bronzen beeldje van Philip Aguirre.

## Laureaten en genomineerden
- 2003: Kris Defoort andere genomineerden: René Jacobs en Mauro Pawlowski
- 2004: Mauro Pawlowski andere genomineerden: Kurt Overbergh en Jan Michiels
- 2005: Capilla Flamenca andere genomineerden: Tom Barman en Jef Neve
- 2006: Brussels Jazz Orchestra andere genomineerden: Koninklijk Harmonieorkest Vooruit Harelbeke en Wim Henderickx
- 2007: Poppunt vzw andere genomineerden: Wouter Vandenabeele en Muziekodroom
- 2008: Flip Kowlier andere genomineerden: De Nieuwe Snaar en Nekka VZW
- 2009: Bert Joris andere genomineerden: Luc Brewaeys en Marcel Ponseele
- 2010: Daan Stuyven
- 2011: Yevgueni
- 2012: René Jacobs
- 2014: Netsky
- 2015: Lander Gyselinck
- 2016: Muziekpublique vzw
- 2017: Coely
- 2018: Tamino
- 2019:  De Centrale[1]
- 2020: Romina Lischka[2]
- 2021: Lieselot De Wilde[3]
- 2022: Charlotte Adigéry en Bolis Pupul
- 2023: Bryggen
- 2024: Martijn Dendievel